# James Donahue
James Donahue (James Joseph „Jim“ Donahue; * 20. April 1886 in Brooklyn; † 15. März 1966 in Glen Rock) war ein US-amerikanischer Leichtathlet.
Bei den Olympischen Spielen 1912 in Stockholm gewann er Silber im Fünfkampf und wurde Vierter im Zehnkampf, wobei er jeweils von der Disqualifikation Jim Thorpes profitierte. Nachdem er im Fünfkampf wie der Kanadier Frank Lukeman eine Platzziffer von 29 hatte, gab die Wertung nach der Zehnkampftabelle den Ausschlag zu seinen Gunsten. Im Zehnkampf erzielte er eine Punktzahl von 7083,450.